# Karpinsky (cratera)
Karpinsky é uma cratera de impacto lunar, situada no lado oculto da Lua. Ela fica localizada no hemisfério Norte. Esta cratera é concêntrica com uma formação maior e mais antiga na borda Sul. Essa borda combinada dá a ela uma maior e mais larga parede interior na sua face Sul.
Ela foi batizada em homenagem ao geólogo russo, Alexander Karpinsky.